# Taraxacum rigens
Taraxacum rigens — вид квіткових рослин з родини айстрових (Asteraceae). Вид зростає в Європі: Фінляндія, Німеччина, Нідерланди, Польща; це багаторічна рослина помірних біомів.

## Опис
Листки часто жовто-зелені з широким крилатим черешком. Бічні частки, 3–4, короткі, досить тупі, виступаючі до злегка заглиблених, верхні досить зближені і не зазубрені. Нижні бічні частки з великими і дрібними зубцями. Кінцева частка від короткої трикутної до вузько розширеної шоломоподібної форми, з одним дрібним або великим зубцем. Обгортка відігнута, завширшки до 3,5 мм, з вузькими краями. Квіткова голова промениста, до 5 см у діаметрі. Квітки мають пурпуровий кінчик.